# Дэвисон, Джон
Джон Дэвисон (англ. Jon Davison; 16 января 1971) — американский певец, композитор, мультиинструменталист, вокалист рок-групп Yes (c 2012 года) и Glass Hammer (c 2009 года). Также являлся бас-гитаристом группы Sky Cries Mary.

## Биография
Джон увлекся музыкой с детства, когда под началом своей матери пел в церковном хоре. Вскоре после этого он взял в руки гитару и бас, на которых в школе играл в различных кавер-группах вместе со своим другом Тейлором Хокинсом (в настоящее время барабанщик Foo Fighters). Хокингс дал Джону прозвище "Джуано", сохранившееся по сей день.
После школы Дэвисон посещал "Институт искусств" Сиэтла, где познакомился с группой "Sky Cries Mary". С ними он записывался и участвовал в турне на протяжении 1990-х годов.
В 1998 году в Сиэтле Джон встретил свою будущую жену. В 2001 году они ненадолго переехали в Бразилию. Живя там, Дэвисон играл на басу с Рональдом Аугусто.
В 2009 году члены группы "Glass Hammer" услышали как поет Джон и попросили его присоединиться к ним. С "Glass Hammer" Джон записал четыре альбома.
В феврале 2012 года Дэвисона пригласили вокалистом в легендарную прогрессив-группу Yes, где он заменил Бенуа Давида, который покинул группу из-за болезни.
В настоящее время Джон вместе с женой и сыном живёт в Лагуна-Бич.

## Дискография

### Yes
- Heaven & Earth (2014)
- The Quest (2021)
- Mirror to the Sky (2023)

### Glass Hammer
- If (2010)
- Cor Cordium (2011)
- Perilous (2012)
- Ode To Echo (2014)

### Sky Cries Mary (bass)
- This Timeless Turning (1994)
- Moonbathing on Sleeping Leaves (1997)
- Seeds (EP, 1999)
- Here & Now — Live 2005 (live, 2005)
- Small Town (2007)
- Taking the Stage: 1997—2005 (live, 2011)

### Другое
- Tales from the Edge: A Tribute to the Music of Yes (2012) — вокал и тамбурин в «Starship Trooper»
- Absinthe Tales of Romantic Visions by Mogador (2012) — вокал в «The Sick Rose»
- Chaptersend by Mogador (2017) — вокал в «Josephine's regrets»